# Moce (powieść)
Moce (tyt. oryg. Powers) – amerykańska powieść fantasy dla młodzieży z 2007 napisana przez Ursulę Le Guin, która jest trzecim tomem z cyklu Kroniki Zachodniego Brzegu. To ostatnia część cyklu. Ukazała się nakładem Clarion Books. W Polsce została wydana w zbiorze Wracać wciąż do domu w tłumaczeniu Maciejki Mazan. W 2008 zdobyła Nagrodę Nebula dla najlepszej powieści. 

## Fabuła
Gavir jest domowym niewolnikiem, który ma dar przewidywania przyszłości. Ma zostać nauczycielem w rodzinie szlacheckiej w mieście Etra. Gdy jego siostra zostaje zgwałcona i zamordowana, ucieka, stając się ściganym wędrowcem.